# Пароксизм
Пароксизм — симптом, посилення якого-небудь клінічного прояву (гарячка, біль, задишка тощо) до найвищого ступеня; іноді цим словом позначають також спазматичні прояви або напади хвороб, що періодично повертаються, наприклад малярії, подагри. Тривалість його різна, зокрема при малярії гарячковий пароксизм досягає 24-36 годин.
Саме слово «пароксизм» походить з грецької мови (грец. παροξυσμός — paroxusmos) і означає «подразнення» або «озлоблення»
Пароксизми також відображають наявність дисфункції вегетативної нервової системи і можуть бути проявом ряду захворювань. Найчастіша причина їх — неврози. На другому місці стоять органічні (зазвичай не грубі) ураження мозку: гіпоталамічні розлади, стовбурові (особливо дисфункція вестибулярних систем). Нерідко пароксизм супроводжують напади скроневої епілепсії, мігрень. Можуть виникати вони і на тлі вираженої алергії. Церебральні вегетативні пароксизми диференціюють від первинного ураження ендокринних залоз. Так, для феохромоцитоми характерні симпатико-адреналові пароксизми, а для інсуломи — ваго-інсулярні.